# Tepatitlán FC
Tepatitlán Fútbol Club – meksykański klub piłkarski z siedzibą w mieście Tepatitlán, w stanie Jalisco. Występuje w rozgrywkach Liga de Expansión MX. Domowe mecze rozgrywa na obiekcie Estadio Gregorio „Tepa” Gómez.

## Historia
Klub powstał w latach 40. XX wieku i przez pierwsze kilkadziesiąt lat występował na niższych szczeblach rozgrywkowych.
W 1986 roku zespół, dotychczas występujący pod nazwą Tepa na czwartym szczeblu rozgrywek, dołączył do trzeciej ligi meksykańskiej i zmienił nazwę na Alteños de Tepatitlán. W 1990 roku został z kolei przemianowany na Deportivo Tepatitlán. W trzeciej lidze występował w latach 1986–1992, rozgrywając derbowe spotkania z Industriales de Tepatitlán. W 1992 roku drużyna wygrała trzecią ligę i awansowała tym samym do drugiej ligi. Tam grała w latach 1992–1994, po czym miała miejsce gruntowna reforma rozgrywek, a Tepatitlán sprzedał swoją licencję klubowi Delfines de Puerto Vallarta i zakończył działalność.
W 1999 roku zespół został reaktywowany za sprawą starań władz miasta Tepatitlán. W 2015 roku właścicielem klubu został przedsiębiorca Manuel Lobato, a drużyna dołączyła do trzeciej ligi meksykańskiej, początkowo jako klub partnerski drugoligowego Atlético San Luis. Rozpoczęto też modernizację Estadio Gregorio „Tepa” Gómez, domowego obiektu klubu. W 2017 roku klub został sprzedany firmie IQ Finanzas, w której koordynatorem sportowym był Raúl Arias. W jesiennej fazie Apertura 2017 drużyna wygrała trzecią ligę. W 2018 roku w obliczu problemów finansowych Tepatitlán ponownie został przejęty przez Manuela Lobato, który uregulował zaległości klubu. W tym samym roku Tepatitlán wygrał baraż o awans do drugiej ligi, jednak z powodu niespełnienia wymagań licencyjnych nie został dopuszczony do rozgrywek. Zamiast tego klub otrzymał wyłącznie nagrodę finansową w wysokości 10 milionów pesos meksykańskich.
W lipcu 2018 właścicielami Tepatitlán zostali Carlos Martín del Campo i Víctor Flores Cosío, w przeszłości związani jako działacze z pierwszoligowym Atlas FC. W 2020 roku Tepatitlán został przyjęty do drugiej ligi meksykańskiej, wracając tym samym na drugi szczebel po 26 latach przerwy. Zmieniono wówczas nazwę klubu z CD Tepatitlán de Morelos na Tepatitlán FC. W sezonie Apertura 2021 zespół wygrał drugą ligę, zaś w 2022 roku zdobył superpuchar drugiej ligi, dzięki czemu został oficjalnym członkiem rozgrywek (do tej pory występował w nich ze statusem klubu zaproszonego).

## Aktualny skład
Stan na 16 kwietnia 2025.
| Nr | Poz. | Piłkarz            |
| -- | ---- | ------------------ |
| 1  | BR   | Ricardo Díaz       |
| 4  | OB   | Jesús González     |
| 5  | PO   | Mauricio Hernández |
| 6  | PO   | Alan Ruiz          |
| 7  | NA   | Amaury Escoto      |
| 8  | PO   | Tomás Montano      |
| 9  | NA   | Juan Machado       |
| 10 | NA   | Alfonso Tamay      |
| 11 | PO   | Miguel Vallejo     |
| 12 | BR   | Williams Bravo     |
| 13 | OB   | José Saavedra      |
| 14 | NA   | Daniel Álvarez     |
| 15 | OB   | Juan Cruz          |
| 16 | OB   | Eduardo Pastrana   |

| Nr | Poz. | Piłkarz                |
| -- | ---- | ---------------------- |
| 17 | NA   | Luis Loroña            |
| 18 | NA   | Josué Gómez            |
| 19 | OB   | Said Castañeda         |
| 20 | NA   | Gerson Vázquez         |
| 21 | PO   | Mario Aguilar          |
| 22 | PO   | Martín Barra           |
| 23 | PO   | Jesús Venegas          |
| 24 | NA   | Ulises Cardona         |
| 25 | PO   | Antonio Soto           |
| 27 | PO   | Sergio Eduardo Vázquez |
| 28 | PO   | Eduardo Lagunes        |
| 29 | BR   | Axel Quiroz            |
| 30 | BR   | Ángel Arredondo        |
| 33 | PO   | Zahid Muñoz            |

## Trenerzy
- Fausto Prieto (1946–1949)
- Vicente Casillas (1991–1995)
- Vicente Casillas (1999)
- Ricardo Fernández (2015–2016)
- Jesús Mora (2016–2017)
- Enrique López Zarza (2017–2019)
- Francisco Ramírez (2019–2022)
- Bruno Marioni (2022)
- Daniel Guzmán (2023)
- Enrique López Zarza (2023–2024)
- Fernando Pérez (2024)
- Héctor Real (od 2024)